# Bangia
Bangia è un genere di alghe rosse multicellulari della famiglia delle Bangiaceae. Sono caratterizzate da piccoli Talli dalla crescita rapida e con rizoidi. I cloroplasti delle specie del genere Bangia, come molte altre Rhodophyta, contengono clorofilla a, clorofilla d e pigmenti come la ficobilina e la xantofille.

## Specie
- Bangia aeruginosa Sprengel
- Bangia amethystina Kützing
- Bangia anisogona Meneghini
- Bangia annulina (Roth) Sprengel
- Bangia atropurpurea (Mertens ex Roth) C.Agardh[1]
  - Bangia atropurpurea f. ferruginea Migula
  - Bangia atropurpurea f. muscicola Marcucci & Beccari
  - Bangia atropurpurea f. tenuis Collins
  - Bangia atropurpurea subsp. brevisegmenta Womersley
  - Bangia atropurpurea subsp. coccinea (Kützing) De Toni
  - Bangia atropurpurea subsp. roseopurpurea (Kützing) De Toni
  - Bangia atropurpurea var. anisogona (Meneghini) Kützing
  - Bangia atropurpurea var. breviarticulata Baglietto
  - Bangia atropurpurea var. coccineopurpurea (Kützing) Rabenhorst
  - Bangia atropurpurea var. elongata Brébisson
  - Bangia atropurpurea var. elongata C.Agardh
  - Bangia atropurpurea var. ferruginea (Kerner) Rabenhorst
  - Bangia atropurpurea var. heteronema Derbès & Solier
  - Bangia atropurpurea var. muscicola De Notaris
  - Bangia atropurpurea var. pacifica J.Agardh
  - Bangia atropurpurea var. roseopurpurea (Kützing) Rabenhorst
- Bangia atrovirens Lyngbye
- Bangia biseriata Meneghini
- Bangia breviarticulata C.K.Tseng
- Bangia callicoma Meneghini
- Bangia carnea (Dillwyn) Harvey
- Bangia coccineopurpurea Kützing
- Bangia condensata Zanardini
- Bangia confervoides Zanardini
- Bangia crispula Chauvin
- Bangia discoidea A.Aziz
- Bangia dura Zanardini
- Bangia enteromorphoides E.Y.Dawson
- Bangia fergusonii Grunow
- Bangia ferruginea Kerner
- Bangia flocculosa Schousboe
- Bangia foetida Sprengel
- Bangia foetida Steudel
- Bangia foliacea Schousboe
- Bangia fulvescens (C.Agardh) J.Agardh
- Bangia fuscopurpurea (Dillwyn) Lyngbye
  - Bangia fuscopurpurea f. viridis Wittrock & Nordstedt
  - Bangia fuscopurpurea var. concatenata Kützing
  - Bangia fuscopurpurea var. crinalis De Notaris
  - Bangia fuscopurpurea var. crispa Holmes & Batters
  - Bangia fusco-purpurea var. fuscenses W.J.Hooker
  - Bangia fuscopurpurea var. jadertina Kützing
  - Bangia fuscopurpurea var. pilosella Ardissone
  - Bangia fuscopurpurea var. setacea Kützing
- Bangia gloiopeltidicola Tanaka
- Bangia grateloupicola P.Crouan & H.Crouan
- Bangia halymeniae M.J.Wynne
- Bangia harveyi Areschoug
- Bangia homotrichoides Kützing
- Bangia intricata Brébisson & Godey
- Bangia intricata Suhr ex Rabenhorst
- Bangia kerkensis Meneghini
- Bangia lacustris Carmichael
- Bangia lanuginosa Harvey
- Bangia latissima Meneghini
- Bangia malacensis (Kützing) Kützing
- Bangia maxima Gardner
- Bangia punctulata Schousboe
- Bangia purpurea Schousboe
- Bangia quadripunctata Lyngbye
- Bangia radicula B.F.Zheng & J.Li
- Bangia sericea Bory
- Bangia simplex A.H.S.Lucas
- Bangia tanakae Pham-Hoàng Hô
- Bangia tavarisii Welwitsch
- Bangia tenuis N.L.Gardner
- Bangia thaerasiae Bory
- Bangia trichodes Schousboe
- Bangia vermicularis Harvey
- Bangia viridis Lyngbye
- Bangia yamadae Tanaka

## Distribuzione
Queste alghe crescono tanto in acqua dolce come salata formando grandi gruppi di individui dall'aspetto denso. Queste specie sono per la maggior parte bentoniche e crescono sessili attaccate alle superfici, specialmente rocce.